# 고양시 일산동구 (선거구)
고양시 일산동구는 대한민국의 옛 국회의원 선거구이다. 당시 경기도 고양시 일산동구 지역을 관할했다.

## 역사
2005년 5월 16일을 기해 고양시 일산구가 일산동구와 일산서구로 분구되었다. 이에 대한민국 제18대 국회의원 선거를 앞두고 고양시 일산동구 지역을 기반으로 하는 선거구로 신설되었다.
대한민국 제20대 국회의원 선거를 앞두고 고양시 지역의 선거구가 개편되었다. 이에 일산동구 식사동이 고양시 갑 선거구를 이루게 되었으며 나머지 일산동구 지역들은 고양시 병 선거구를 이루게 되면서 폐지되었다.

## 역대 국회의원
| 선거   | 정당 | 정당       | 의원   |
| ------ | ---- | ---------- | ------ |
| 2008년 |      | 한나라당   | 백성운 |
| 2012년 |      | 민주통합당 | 유은혜 |

## 역대 선거 결과

### 대한민국 제18대 국회의원 선거
|  | 47.07% |

|  | 43.83% |

|  | 7.80% |

|  | 0.86% |

|  | 0.42% |

### 대한민국 제19대 국회의원 선거
|  | 51.59% |

|  | 46.09% |

|  | 2.31% |